# Савушкін, який не вірив у чудеса
«Савушкін, який не вірив у чудеса» (оригінальна назва рос. «Савушкин, который не верил в чудеса») — російськомовний мультиплікаційний фільм 1983 року киностудії «Київнаукфільм»; режисера Олени Баринової за мотивами оповідання Владлена Бахнова «Савушкін, який нікому не вірив». Близько половини мультфільму є тотальною мультиплікацією.

## Сюжет
Економіст прибутково-видаткового відділу радянської установи Євген Савостьянович Савушкін зайнятий щоденною рутинною роботою. За межами своєї роботи він періодично стикається з казковими явищами та персонажами, не вірить у них, і з подивом, сарказмом та обуренням розповідає про це у своєму колективі. Але несподівано його зустрічі знаходять реальне та документальне продовження.
Спочатку Савушкін розповідає колегам, як він зустрів у приміському гаю жабу і відмовився цілувати на її прохання. В цей час колега вмикає телевізор, який розповідає, як невідому жабу поцілував зоотехнік Свирелькін, та перетворилася на красуню-принцесу, а Свирелькін зібрався з нею одружитися. Запізніла спроба Савушкіна під час відпустки власним коштом відшукати царівну-жабу не увінчалася успіхом.
Наступна зустріч була із Золотою рибкою, яку Савушкін виловив у приміському озері і в яку також не повірив, віднісши до зоомагазину. У магазині Рибку купив рибалка-пенсіонер Ваклушкін, який випустив на її прохання назад в озеро і отримав у нагороду покращену обстановку квартири та дружину, перетворену на красуню Софі Лорен. І знову запізніла спроба Савушкіна під час відпустки за свій рахунок відшукати Золоту рибку не мала успіху.
Вирішивши не прогавити казкову удачу, Савушкін, зустрівшись на порозі своєї квартири з Королем, віддав йому на його прохання «півцарства за коня!» особистий мотоцикл «Ява». Король, хвацько поїхавши на мотоциклі, зник. Невдовзі міліцією було знайдено в яру розбитий мотоцикл Савушкіна. Засмученому економістові, який остаточно зневірився в чудесах, несподівано зателефонував Король і запропонував отримати належні півцарства за коня-мотоцикл.

## Творчий колектив
| Автор сценарію            | Олена Баринова                                                                     |
| режисер                   | Олена Баринова                                                                     |
| художник-постановник      | Наталя Чернишова                                                                   |
| композитор                | Володимир Бистряков                                                                |
| оператор                  | Анатолій Гаврилов                                                                  |
| звукооператор             | Віктор Щиголь                                                                      |
| художники-мультиплікатори | Олександр Лавров, Наталія Марченкова, В. Врублевський, І. Бородавко                |
| ролі озвучили             | Геннадій Кислюк, Лідія Яремчук, Давид Бабаєв, Мальвіна Швідлер, Аркадій Гашинський |
| асистенти                 | Р. Лумельська, С. Васильєва                                                        |
| художники                 | Т. Черні, О. Янковська                                                             |
| редактор                  | Світлана Куценко                                                                   |
| директор картини          | Іван Мазепа                                                                        |

## Нагороди
- 1984 — XVII Всесоюзний кінофестиваль у Києві — Друга премія у розділі мультфільмів.[2]

## Перевидання на DVD
- У збірці «Три паньки». Дистриб'ютор: Майстер Тейп[3] .